# NTT docomo
NTT docomo Inc. (jap. 株式会社NTTドコモ Kabushiki-gaisha Enutiti Dokomo) – japoński operator telefonii komórkowej w Japonii będący częścią NTT Group założony w lipcu 1992 roku.
Nazwa operatora jest akronimem od Do Communications Over the Mobile Network, jednocześnie w języku japońskim „doko-mo” oznacza „wszędzie”.
Sieć pracuje na częstotliwościach 800, 1500, 1700, 1800 i 2100 MHz.
Przedsiębiorstwo dostarcza następujących usług mobilnych: telefonia, wideotelefonia, internet, mail oraz SMS.
Ponadto dostarcza usługę UMTS, HSPA, LTE i LTE Advanced.
NTT docomo jest notowane na giełdach: tokijskiej, londyńskiej i NASDAQ.

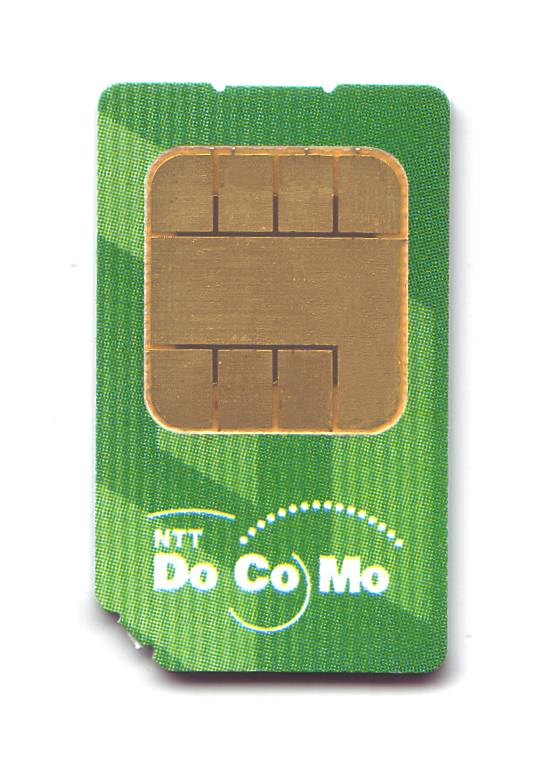
Karta SIM w sieci NTT docomo (w kolorze zielonym)
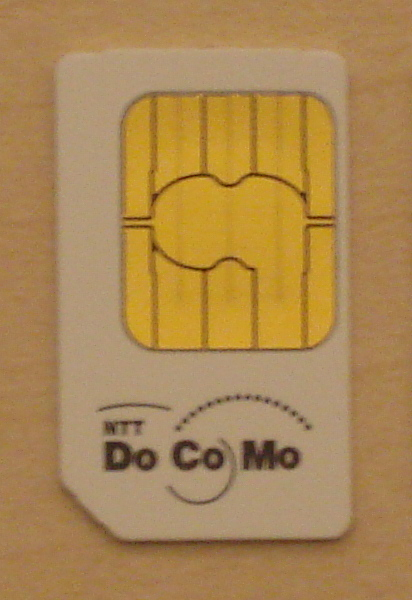
Karta SIM w sieci NTT docomo (w kolorze białym)